# Las aventuras de Alicia en el país de las maravillas

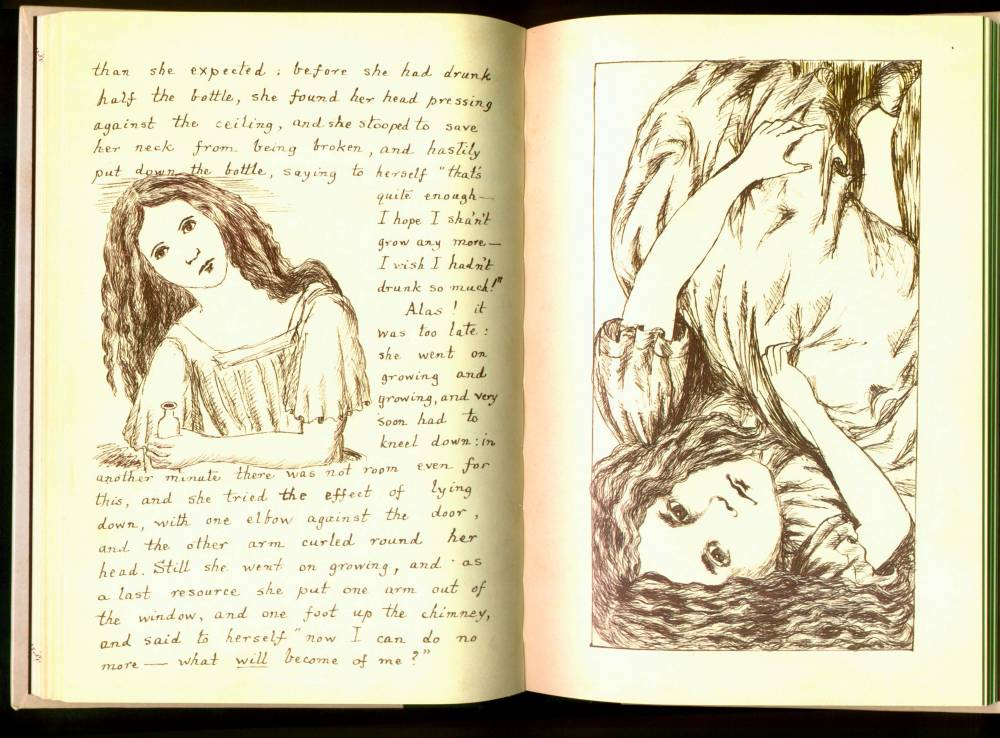
Una de las páginas del manuscrito de Alice in Wonderland, que el escritor presentó a Alice Liddell en 1864. Se conserva en la Biblioteca Británica.

Las aventuras de Alicia en el país de las maravillas, comúnmente abreviado como Alicia en el país de las maravillas, es una novela de fantasía escrita por el matemático, lógico, fotógrafo y escritor británico Charles Lutwidge Dodgson, bajo el seudónimo de Lewis Carroll, publicada en 1865. La historia cuenta cómo una niña llamada Alicia cae por un agujero, encontrándose en un mundo peculiar y extraño, poblado por humanos y criaturas antropomórficas. La novela juega con la lógica, lo que le dio una gran popularidad tanto en niños como en adultos. Está considerada una de las mejores novelas del género del Sinsentido. Su narrativa y estructura, junto con sus personajes, han sido una gran influencia tanto en la cultura popular como en la literatura, sobre todo en el género fantástico.
En esta obra aparecen algunos de los personajes más famosos de Lewis Carroll, como el Conejo Blanco, la Liebre de Marzo, el Sombrerero, la Oruga azul, el Gato de Cheshire o la Reina de Corazones; los cuales han cobrado importancia suficiente como para ser reconocidos fuera del mundo de Alicia.
Solo se conservan 22 copias de la primera edición de 1865, de las cuales 17 pertenecen a distintas bibliotecas, y las restantes forman parte de colecciones privadas. El libro tiene una segunda parte, menos conocida, llamada A través del espejo y lo que Alicia encontró allí (Through the looking-glass, and what Alice found there, de 1871). Varias adaptaciones cinematográficas combinan elementos de ambos libros.
La obra se ha traducido a numerosos idiomas, incluido el esperanto. En 1998 un ejemplar de la primera edición se vendió en subasta por la suma de 1,5 millones de dólares, y se convirtió así en el libro para niños más caro hasta ese momento.

## Gestación del libro

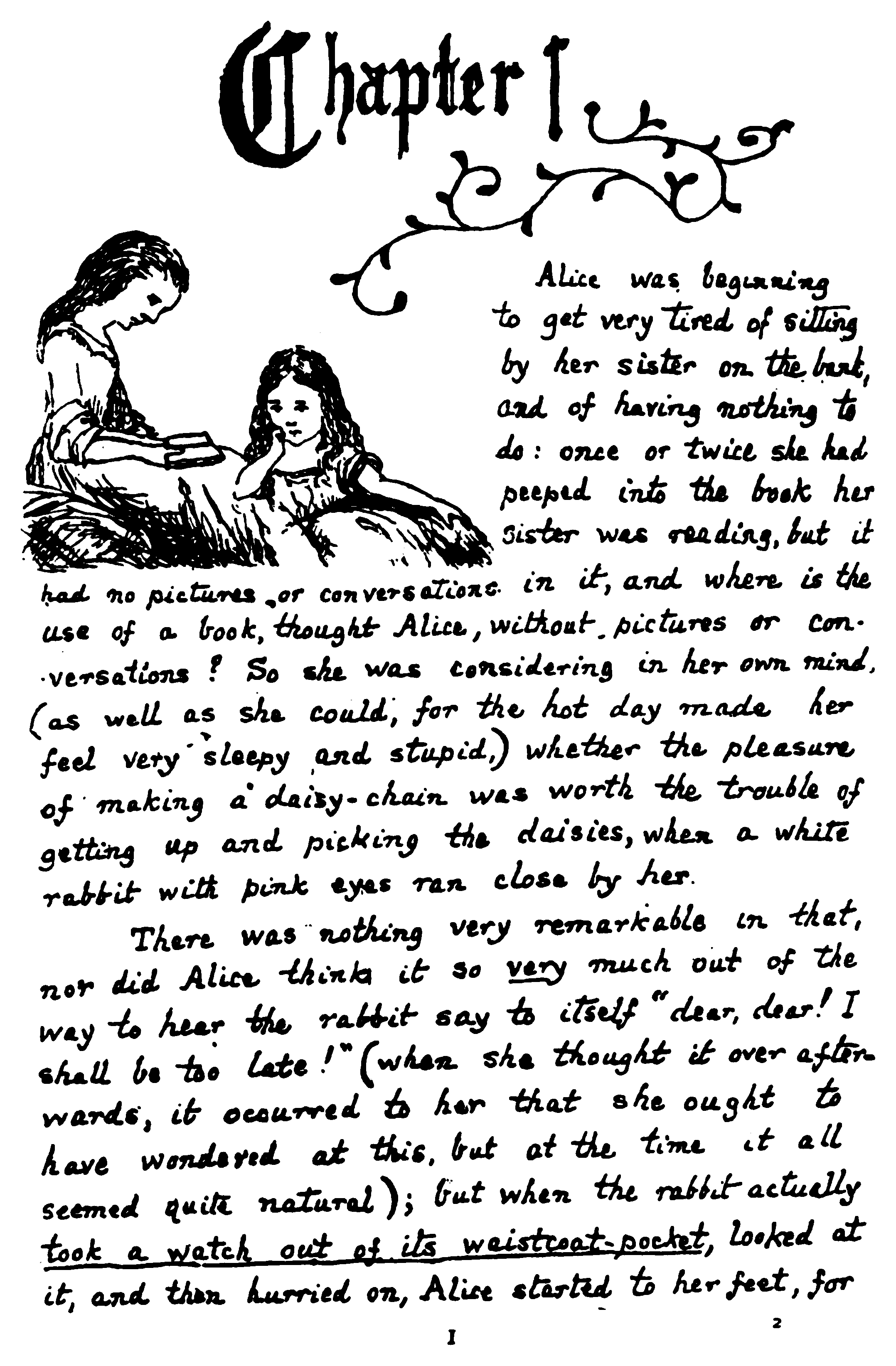
Facsímil de la obra, con una ilustración del mismo Carroll (1893).

La historia relatada en el libro tuvo tres fases. La primera y más importante comenzó durante un paseo en barco por el río Támesis el 4 de julio de 1862. En el barco viajaban el matemático Charles L. Dodgson, el reverendo Robinson Duckworth y las tres hermanas Liddell: Lorina Charlotte, Alice y Edith, de trece, diez y ocho años, respectivamente. El viaje por el río había comenzado en el Puente Folly, cerca de Oxford, Inglaterra, y recorrería ocho kilómetros, hasta Godstow, antes de volver a Christ Church, en Oxford. Según el diario de Dodgson, el viaje era tan aburrido que las niñas pidieron al profesor que les contara una historia. Para complacer a las niñas, y debido al cariño especial que Dodgson sentía por Alice, este contó a las niñas una serie de historias fantásticas que llamó Las aventuras subterráneas de Alicia. Según los relatos del propio Dodgson, de Alice Liddell y de Duckworth, el autor improvisó la narración, que entusiasmó a las niñas, especialmente a Alice.
La segunda fase comenzó cuando Dodgson decidió recrear aquellos relatos y escribir una historia con ellos. Esta decisión se tomó tras la insistencia de las niñas, especialmente Alice, quienes habían quedado entusiasmadas por la historia. Según una carta enviada a Duckworth, pasó la noche en vela, dedicado a recordar la extravagante historia que había relatado a las niñas en el río. Sin embargo, Dodgson no comenzó la escritura inmediatamente. Según lo que puede leerse en su diario, fue cuatro meses después, el 13 de noviembre del mismo año, cuando Charles Dodgson comenzó a escribir el manuscrito de Las aventuras subterráneas de Alicia. Dodgson terminó de escribirlo en febrero de 1863, y en seguida procedió a dibujar las ilustraciones, las cuales terminó en septiembre de 1864. Como detalle final, el autor incluyó un retrato ovalado de Alice Liddell en la última página. Alice Liddell recibió el manuscrito terminado e ilustrado por el autor, en noviembre de ese año.

## Publicación
La fase final consistió en el desarrollo posterior del manuscrito hasta su versión definitiva. Según el diario de Dodgson, en la entrada del 9 de mayo de 1863, George MacDonald y su esposa le manifestaron su deseo de ver publicado el manuscrito. A Dodgson le agradó la idea, y comenzó a reescribir el manuscrito para su publicación. En el desarrollo del libro, Dodgson añadió dos capítulos, además de extender considerablemente otros dos.
Las ilustraciones del manuscrito original estaban hechas a mano y con pluma. Esta vez, el autor trató de hacer un trabajo más refinado, e intentó hacer los dibujos en madera. Después de varias tentativas, concluyó que este método le llevaría un tiempo superior al que podía dedicar a la tarea, por lo que decidió buscar a un ilustrador profesional. Dodgson procuraba obtener figuras de clara silueta, y pensaba que el ilustrador inglés John Tenniel era el indicado para el trabajo. En una carta dirigida al dramaturgo Tom Taylor, fechada el 20 de diciembre de 1863, Dodgson le solicita su intercesión para contactar a Tenniel y convencerlo de ilustrar la obra.

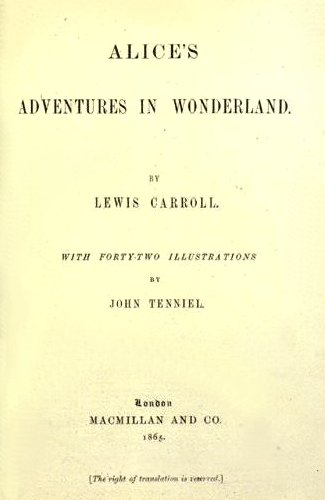
Primera edición del libro, rechazada por Tenniel.

Un mes después, Dodgson y Tenniel entraron en contacto, y en abril de 1864 este último aceptó hacer treinta y cuatro ilustraciones, que pasarían a ser cuarenta y dos, en octubre de ese año. Dodgson le entregó una fotografía de la niña Mary Hilton Badcock para que la utilizara como modelo para Alicia. No se sabe si Tenniel aceptó la propuesta. Por un lado, por lo que se puede apreciar en las ilustraciones, parece que sí, pues la Alicia que Tenniel dibujó es muy semejante a Badcock. Sin embargo, una entrada en el diario de Dodgson da a entender que Tenniel había rechazado utilizar un modelo, y creó la imagen del personaje desde cero.
Mientras Tenniel hacía las ilustraciones, Dodgson pensó que el título original sonaba demasiado escolar, como si se tratara de un texto sobre minerales; por lo que se dedicó a barajar otros nombres para la obra. En junio de 1864 nuevamente consultó a Taylor a través de una carta. En esta le sugiere varios títulos, y le pide ayuda para escoger uno. Los títulos que Dodgson concibió eran La hora dorada de Alicia, Alicia entre los elfos, Alicia entre los duendes, y combinaciones de La hora de Alicia..., Acciones de Alicia..., Las aventuras de Alicia... con ... en el país de los elfos o también ... en el país de las maravillas.
En la misma carta, el autor expresa su preferencia por usar el título de Las aventuras de Alicia en el país de las maravillas, título que finalmente adoptó. John Tenniel entregó las ilustraciones terminadas en mayo de 1865, y el libro fue publicado el 24 de mayo de ese mismo año por la editorial Macmillan and Co., con un tiraje de dos mil ejemplares. Dodgson solicitó que le fueran reservados cincuenta ejemplares. Sin embargo, Tenniel se mostró insatisfecho con el resultado de las impresiones, por lo que el libro no se vendió en Inglaterra. En vez de eso, los ejemplares se vendieron al editor neoyorquino Appleton, quien cambió la portada y publicó la primera edición estadounidense.
En Inglaterra, Macmillan preparó una nueva edición que apareció en otoño de 1865, aunque llevaba impresa el año «1866». De los nuevos dos mil ejemplares, Dodgson solicitó que uno de ellos recibiera una encuadernación especial, en vitela blanca, para regalárselo a Alice Liddell. El libro obtuvo gran popularidad en poco tiempo; las traducciones al alemán y al francés se publicaron en febrero y agosto de 1869, respectivamente.
Años después, en 1890, Dodgson publicó una nueva versión de Alicia, llamada Alicia para los pequeños (The Nursery Alice), dirigida a niños menores de cinco años.

## Argumento
Antes de comenzar la novela, Lewis Carroll incluyó un poema que hace referencia a la elaboración de la obra. En las siete estrofas del poema, Carroll recuerda el paseo en bote, y cómo las tres hermanas Liddell, llamadas en el poema «Prima, Secunda y Tertia», insistieron repetidamente en escuchar una historia. La estrofa final es una clara dedicatoria a Alice Liddell.

### Capítulo I: La madriguera del conejo

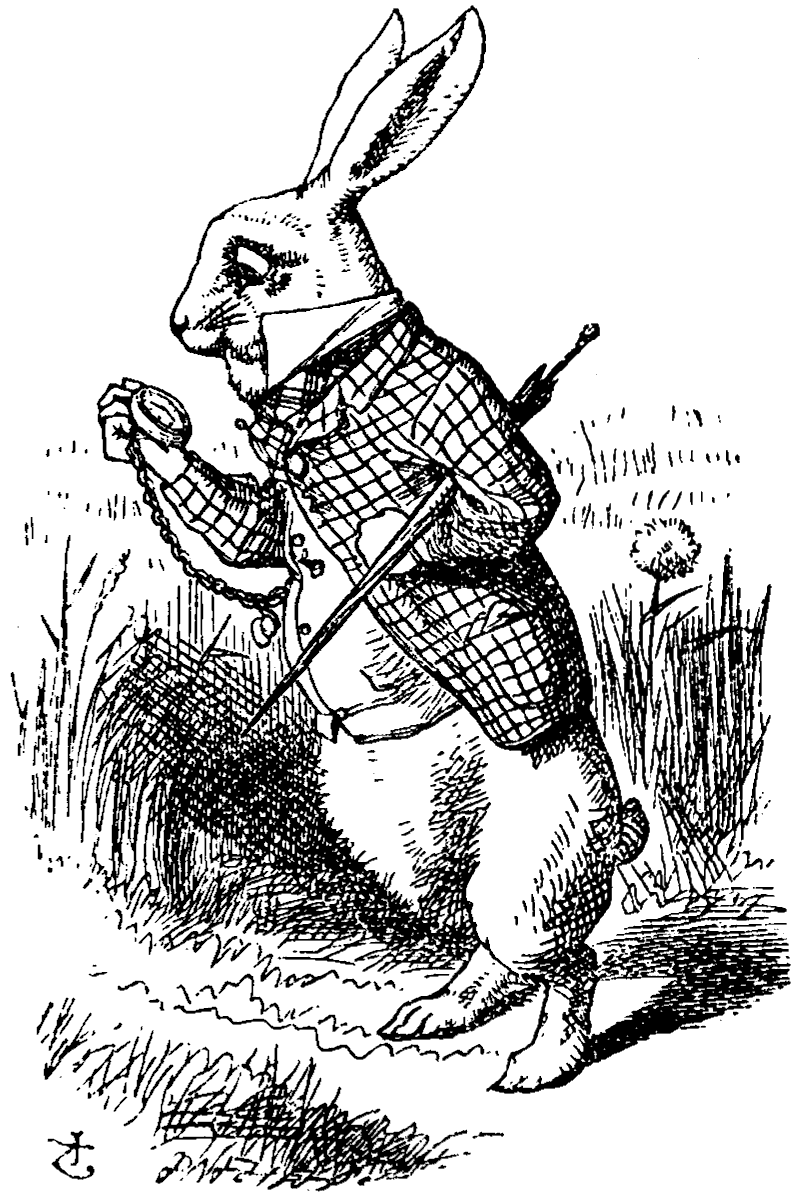
El Conejo Blanco. Primera de las ilustraciones de John Tenniel para esta obra, aparece en el primer capítulo.

Todo comienza cuando Alicia se encuentra sentada en un árbol al aire libre, aburrida, junto a su hermana. La hermana leía un libro «sin ilustraciones ni diálogos», lo que hace que Alicia divague por el aburrimiento.
Repentinamente, aparece junto a ella un conejo blanco vestido con chaqueta y chaleco, que corre murmurando que llega tarde, mirando su reloj de bolsillo. Alicia siente curiosidad por él y decide seguirlo e incluso entrar a su madriguera. La madriguera resulta ser un túnel vertical más profundo de lo esperado, el cual súbitamente se convierte en un pozo vertical sin asidero alguno, por donde Alicia cae durante un largo período de tiempo recordando a su gato, cosas que había aprendido en su escuela y preguntándose si algún día llegaría al suelo. En el trayecto, Alicia se pregunta si el túnel la hará llegar a las «antipáticas», término que confunde con «las antípodas».
Al finalizar su caída, y sin haberse hecho daño, Alicia entra en un mundo de absurdos y paradojas lógicas. Desaparecido el conejo, Alicia encuentra una pequeña botella, la primera de varias que encontrará en su aventura, con una etiqueta que dice «BÉBEME», lo que Alicia hace atraída por la curiosidad. La poción encoge a Alicia hasta hacerla medir veinticinco centímetros de altura.
Enseguida, Alicia intenta abrir una pequeña puerta para continuar explorando el mundo nuevo. A través de la puerta se atisba un atractivo jardín, pero la llave que abre la puerta está sobre una mesa que Alicia no puede alcanzar, debido a su nueva estatura. La niña intenta entonces recuperar su estatura original, comiendo un pastel que encuentra con la etiqueta «CÓMEME».

### Capítulo II: En un mar de lágrimas
El pastel tiene el efecto esperado, y Alicia crece más de dos metros. Con su nueva altura, Alicia consigue tomar la llave, pero al no dejar de crecer, choca contra el techo y ya no puede acceder a la puerta. Alicia comienza a llorar, e inunda la habitación en un charco de lágrimas de diez centímetros de profundidad. Mientras tanto, el Conejo Blanco pasa nuevamente frente a Alicia, apresurado. Sin querer, el conejo deja caer un abanico que Alicia utiliza para refrescarse. El abanico resulta ser mágico, pues consigue que Alicia comience a encogerse de nuevo, hasta que lanza lejos el abanico para detener el proceso.
El charco de lágrimas es ahora un mar donde Alicia se ve forzada a nadar para no ahogarse. A su lado pasa nadando un ratón, y Alicia intenta entablar conversación con él. El ratón se ofrece a guiarla hasta la orilla. En el camino, Alicia ve que otros animales también se encuentran nadando y tratando de salir del mar de lágrimas. Entre los animales, Alicia distingue a un pato, un dodo, un aguilucho y un loro.

### Capítulo III: Una carrera en comité y un cuento largo
Alicia y los animales consiguen llegar a tierra firme. El dodo organiza una carrera para secarse. La carrera no tiene reglas ni duración definida, salvo correr en círculos, lo que hacen todos hasta quedar secos. El dodo también decide declarar ganadores de la carrera a todos los participantes, y decide que Alicia es quien otorgará los premios. Ante el acoso general, Alicia hurga en sus bolsillos y encuentra varios confites, que reparte entre todos. Como ella también fue ganadora de la carrera pero no recibió confite, su premio es un dedal que ella misma tenía en el bolsillo, y que da al dodo para que, simbólicamente, entregue el premio.
El capítulo finaliza con el relato del Ratón, donde explica la razón de su odio hacia los gatos y los perros. Imprudentemente, Alicia menciona a su gata Dina y su habilidad para cazar ratones, y consigue así enfadar a todos los animales, que se retiran hasta dejarla sola nuevamente. El nombre del capítulo es un juego de palabras en inglés. En este idioma, el Ratón cuenta un «cuento» (tale, en inglés), y Alicia se confunde con la palabra tail, cuya pronunciación es igual pero significa «cola».

### Capítulo IV: La habitación del Conejo Blanco
Tras quedarse nuevamente sola, Alicia ve pasar nuevamente al Conejo Blanco. El animal está buscando su abanico desesperadamente, y al ver a Alicia, la confunde con su criada Mary Ann, y le exige que vaya a buscar el abanico y un par de guantes blancos a su casa. Alicia obedece y finge ser Mary Ann, para no entrar en discusiones; y llega a una casa en cuya puerta dice «C. BLANCO». Cuando Alicia entra, sube a un cuarto donde encuentra el abanico, y otra botella con líquido. A pesar de que la botella no tenía letrero alguno, esta vez Alicia bebe por curiosidad, ya que todas las comidas y bebidas de ese mundo le han provocado efectos sorprendentes. Esta no es la excepción, y el tamaño de Alicia aumenta hasta hacerla quedar atorada dentro de la habitación. Cuando el Conejo Blanco llega a reclamar su abanico, sólo ve un enorme brazo saliendo de la ventana en el piso superior de su casa. El conejo va entonces a pedir ayuda, sin saber que el brazo pertenece a una niña gigante, y la multitud que se reúne afuera comienza a proponer varias soluciones para retirar el brazo, e incluso llega a sugerir que se prenda fuego a la casa. El capítulo termina cuando la multitud comienza a arrojar panecillos mágicos por la ventana. Alicia come algunos y disminuye de tamaño hasta poder salir de la casa. Alicia huye de la multitud y se pierde en un bosque cercano, donde se detiene frente a una seta gigante.
La Habitación del conejo blanco
|  |  |  |  |  |

### Capítulo V: El consejo de una oruga
Encima de la seta gigante, Alicia encuentra una oruga azul sentada y fumando un narguile. La Oruga le pregunta a la niña sobre su identidad. Esta no pudo responder de una manera sencilla, pues consideraba que, tras haber cambiado de tamaño varias veces, su propia identidad se había perdido y en ese momento ella misma ya no sabía quién era. Ambos personajes discuten entonces hasta volver al punto de inicio más de una vez. Finalmente, Alicia expresa su inconformidad con su estatura actual de siete centímetros, al considerarla una birria. Como esa era la altura de la Oruga, el animal se retira ofendido, no sin antes indicarle a Alicia que la seta también puede afectar su estatura, para disminuirla, si comía de un lado de la seta, o para aumentarla, si comía del otro. Como Alicia no podía saber qué lado era cual, cortó dos pedacitos de los extremos opuestos. Al probarlos, los pedacitos surtieron el efecto esperado: uno hacía que Alicia encogiera, mientras que el otro estiraba su figura y la hacía ver desproporcionada. Alicia tuvo que comer varias veces de cada uno de los pedazos hasta alcanzar una estatura satisfactoria. Finalmente, Alicia vio una casita de un metro y veinte de altura, a la que decidió llamar, por lo que ajustó su estatura a veinticinco centímetros.

### Capítulo VI: Cerdo
Antes de que Alicia se decidiera a aproximarse a la casita,  surgió del bosque quien parecía ser un lacayo pero que tenía cabeza de pez. El lacayo llama a la puerta y aparece un segundo lacayo, con cabeza de rana. Alicia escucha que el Lacayo Pez trae una invitación para la Duquesa, dueña de la casa, de parte de la Reina de Corazones, para jugar al croquet. Acto seguido, el Lacayo Pez se va, y el Lacayo Rana se queda sentado fuera de la casa. Alicia quiso llamar primero a la puerta para entrar, y que el Lacayo Rana le abriera. Sin embargo, el Lacayo Rana no tenía intenciones de abrir la puerta, ni de conversar con Alicia, por lo que simplemente abre la puerta ella misma y entra a la casa.
Dentro de la casa, la Duquesa sostiene a un bebé junto a su cocinera, quien prepara una sopa que, a juzgar por el ambiente, tiene demasiada pimienta. También está en el suelo un gato sonriente, al que la Duquesa presenta como un gato de Cheshire. La Duquesa entrega el bebé a Alicia para que lo arrulle un poco, y aprovecha para desaparecer arguyendo que debe asistir al juego de croquet de la Reina. Cuando Alicia intenta mecer al bebé, que se movía incansablemente, este comienza a transformarse en un cerdo. Alicia sale de la casa y pone al cerdo en libertad. Alicia continúa su camino por el bosque, donde se reencuentra con el Gato de Cheshire, quien la invita a visitar al Sombrerero y a la Liebre de  Marzo. Alicia decide ir a la casa de esta última.

### Capítulo VII: Una merienda de locos
Cuando Alicia llega a la casa de la Liebre, observa que esta, el Sombrerero y un Lirón se encuentran tomando té al frente a la casa. Alicia se une a los comensales, y comienza a conversar con ellos. En el transcurso de la conversación, Alicia menciona que la fecha es 4 de mayo (coincidente con la fecha de nacimiento de Alice Liddell). Los personajes hacen una serie de acertijos y confunden a Alicia con su aparente falta de lógica, hasta que la niña abandona el lugar, convencida de haber asistido a la «reunión de té más insufrible» que había visto en su vida. A continuación, Alicia encuentra una puertecita en un árbol, la cual atraviesa para entrar al jardín de croquet para poder jugar.

### Capítulo VIII: El croquet de la reina

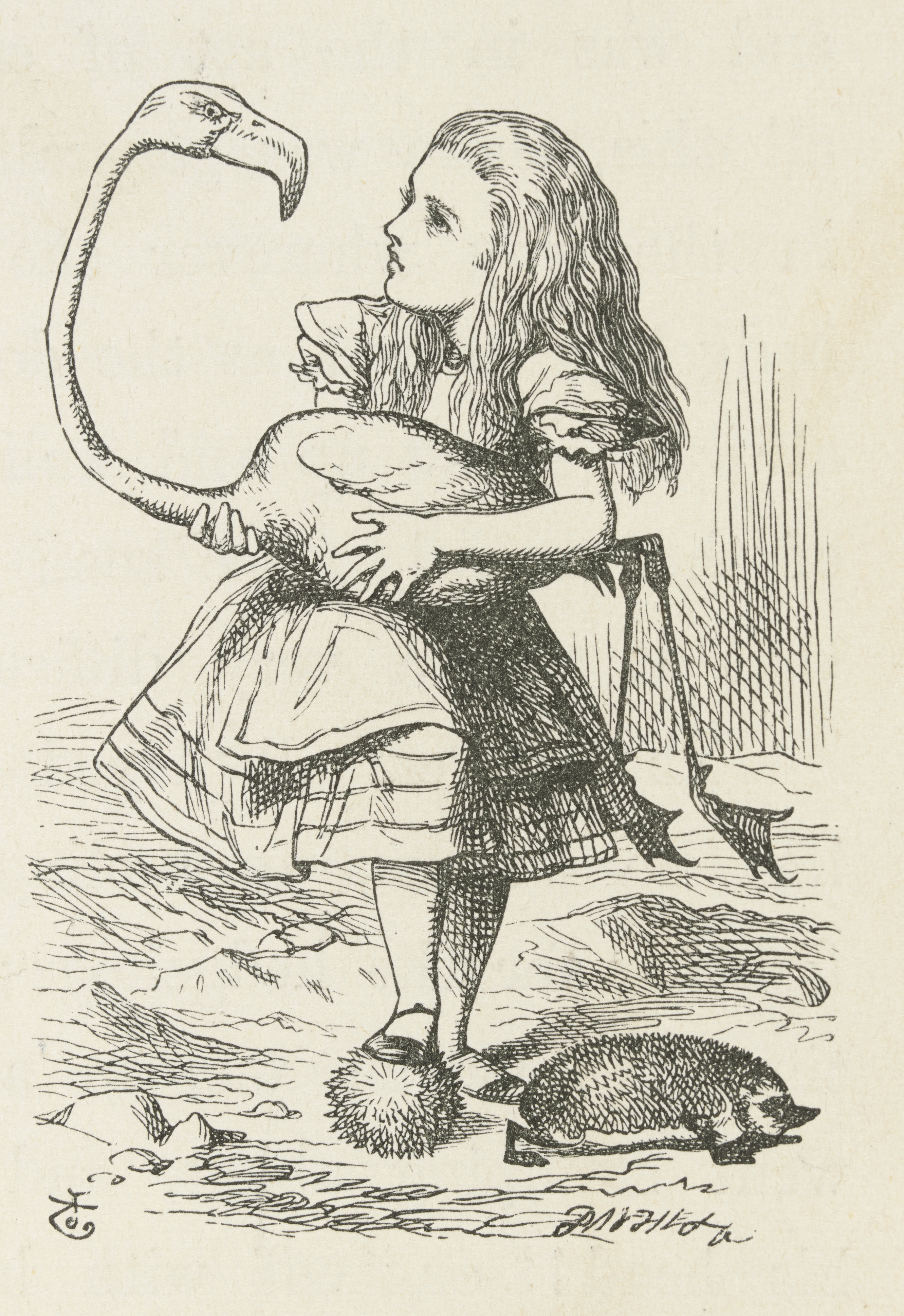
Alicia trata de dominar a su flamenco para comenzar el juego de croquet.

En la entrada del jardín, Alicia encuentra a un trío de jardineros pintando un rosal. Los jardineros habían plantado un rosal blanco donde debía haber uno de color rojo, por lo que estaban pintando las rosas, antes de que la reina descubriera el error. Sin embargo, los reyes de corazones y su cortejo pasaron por allí. La reina, al descubrir la treta de los jardineros, ordena que sean decapitados. Para evitarlo, Alicia esconde a las cartas y los verdugos, y para salir del aprieto, hacen creer a la reina que ya cumplieron con la sentencia. La reina ordena entonces que vayan hacia donde se jugará al croquet, e invitan a Alicia a participar en el juego. Alicia los acompaña y percibe que a su lado va el Conejo Blanco, quien estaba aterrado por la imponente presencia de la reina. El Conejo casi no habla en el trayecto, únicamente lo suficiente para informar a Alicia que la Duquesa había sido hecha prisionera por llegar tarde al juego.
Una vez en el campo, Alicia ve que el juego tiene características peculiares: en vez de bolas, se usaban erizos, y en vez de mazos, flamencos. Tampoco había arcos, pero en su lugar los naipes se colocaban en cuatro patas para marcar el curso del juego. Todo el mundo jugaba sin ningún orden, discutiendo continuamente; los erizos escapaban cuando podían, y la Reina de Corazones ordenaba que le cortaran la cabeza a todo el que se le ocurría hacerlo.
En medio del caos, aparece en el aire la cabeza del Gato de Cheshire, y Alicia se siente aliviada de poder conversar con alguien conocido. La Reina de Corazones se siente intrigada por el gato y al verlo, como era su costumbre, ordena que le corten la cabeza. El verdugo y la reina se confunden terriblemente, pues el gato sólo había hecho aparecer su cabeza y no era evidente que hubiera un cuerpo de donde cortarla. Alicia sugiere que, para aclarar la confusión, habría que preguntarle a la Duquesa que, al fin y al cabo, era la dueña del gato. La reina ordena entonces que se libere a la Duquesa de la cárcel. Sin embargo, cuando la Duquesa llega al jardín, el gato ha desaparecido nuevamente.
|  |  |  |  |

### Capítulo IX: Historia de la Falsa Tortuga
La Duquesa se porta muy amablemente con Alicia, al contrario de lo relatado en el capítulo VI, lo que hace pensar a Alicia que tal vez la pimienta tiene un efecto negativo en el carácter de la gente; concluye también que el vinagre y la manzanilla deben ser también negativos, y que es preferible el consumo de azúcares y golosinas para tener buen carácter. Alicia nota, además, que la Duquesa era «feísima». Mientras Alicia y la Duquesa conversan amistosamente, llega la Reina de Corazones y ahuyenta a la Duquesa, quien no vuelve a aparecer en la obra. En ese momento, la Reina parece haberse olvidado del juego de croquet, del gato y de sus súbditos, pues lleva a Alicia ante un grifo durmiente, y le pide a este que lleve a la niña donde se encuentra la Falsa Tortuga, para que le cuente «su historia». El Grifo obedece y transporta a Alicia adonde se encuentra una criatura sollozante, con caparazón de tortuga pero con cabeza y patas de novillo.

### Capítulo X: La danza de las langostas
La Falsa Tortuga canta una canción sobre un baile de langostas en el fondo del mar. Alicia, por su parte, narra sus aventuras desde que cayó por la madriguera del Conejo Blanco. El Grifo y la Falsa Tortuga escuchan hasta el encuentro con la Oruga Azul, y encuentran la historia muy extraña. La Falsa Tortuga canta entonces una canción sobre la sopa de tortuga, y súbitamente son interrumpidos por un grito lejano que anuncia el comienzo de un juicio. El Grifo toma a Alicia y la lleva corriendo al juicio, mientras la Falsa Tortuga se queda hasta que termina su canción.

### Capítulo XI: ¿Quién robó las tartas?

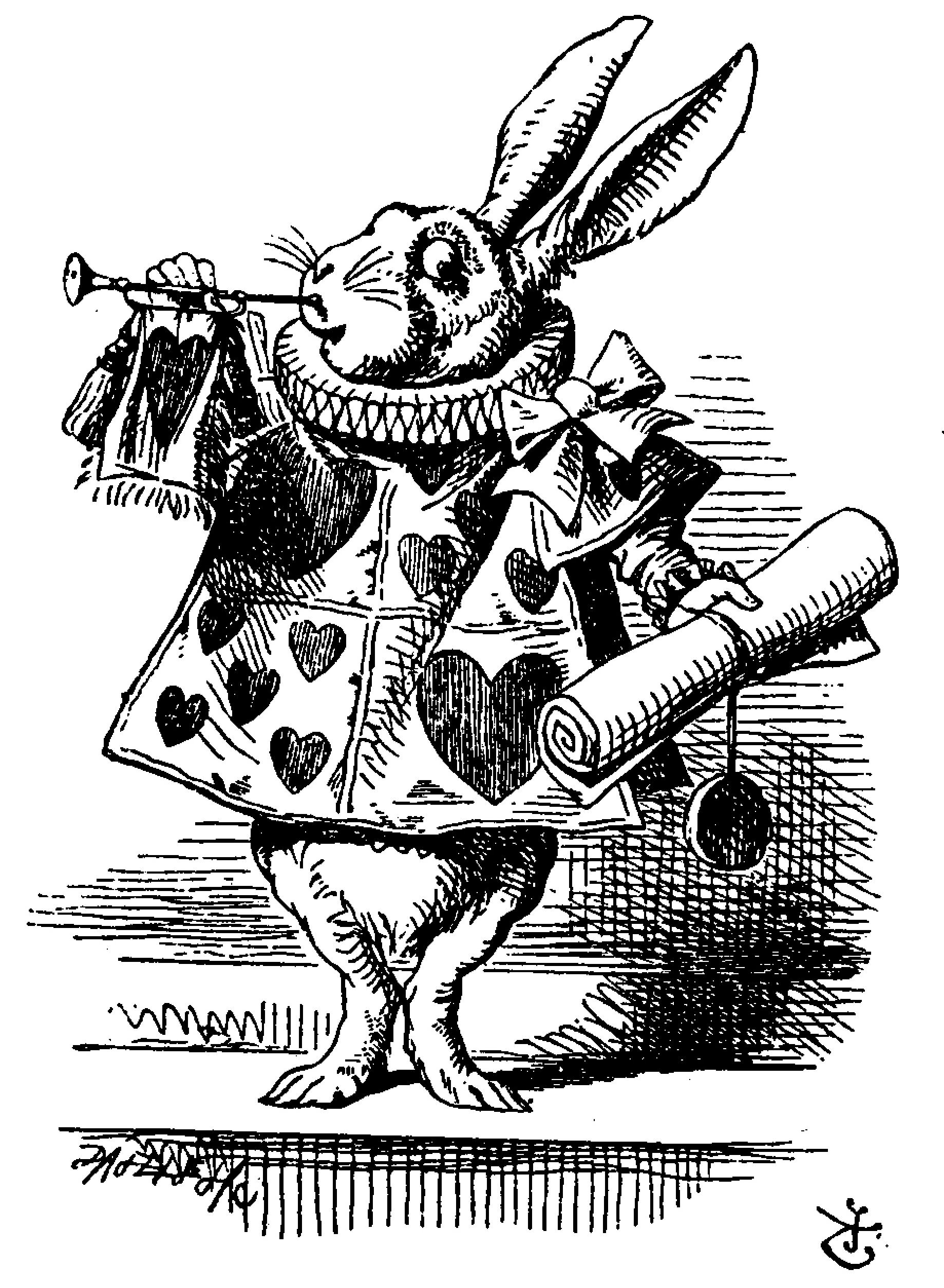
El Conejo Blanco, vestido como heraldo de la corte.

Alicia llega al lugar en el que se efectuará el juicio, y ve que se ha constituido un jurado de animales frente a los tronos del Rey y la Reina de Corazones, alrededor de los cuales estaba el mazo de naipes y una multitud de animales espectadores. El acusado era la Sota de Corazones, y el Conejo Blanco oficiaba como heraldo de la Corte. Según un poema recitado por el Conejo, la Sota era acusada de haber robado las tartas que la Reina preparó «en un día de verano». El Sombrerero fue llamado como primer testigo, y acudió acompañado de la Liebre de Marzo y el Lirón. El testimonio del Sombrerero rápidamente derivó en una discusión con el Rey de Corazones, quien estaba intrigado por la etiqueta del sombrero, y por el té que el Sombrerero tomaba antes de llegar. Mientras esta discusión tenía lugar y los personajes dejaban de prestar atención al juicio, Alicia comienza a crecer repentinamente. El capítulo se termina cuando el Conejo Blanco llama a Alicia como siguiente testigo.

### Capítulo XII: La declaración de Alicia
El capítulo final comienza con la narración de la participación de Alicia en el juicio. Al olvidar que súbitamente recuperó su altura normal por segunda vez, se levanta para comparecer como testigo y derriba sin querer todo a su alrededor. El testimonio de Alicia termina enseguida, al preguntarle el Rey qué sabe de este asunto, a lo cual Alicia responde que nada. Acto seguido, el Conejo Blanco lee la última prueba de la que dispone: una carta sin firma que, en forma de poema, describe cómo las tartas regresan a su dueña original. Cuando el Rey analiza los versos, todos ven que las tartas, en efecto, se encuentran sobre la mesa. La Reina, sin embargo, insiste en dar una sentencia a la Sota, incluso antes de escuchar un veredicto del jurado. Alicia encuentra absurda la situación, y la Reina ordena entonces que sea decapitada. Cuando las cartas saltan para atacar a Alicia, ésta vuelve súbitamente al regazo de su hermana.
El lector descubre entonces que la niña se había quedado dormida, y que tras el sueño fantástico, despertó al sentir que unas hojas de árbol caían sobre su rostro. Acto seguido, Alicia cuenta el sueño a su hermana, y va a prepararse para tomar el té vespertino. El capítulo termina narrando cómo la hermana de Alicia se queda bajo el árbol, recordando la historia que Alicia relató.
|  |  |  |  |

## Personajes
La gran mayoría de los personajes que aparecen en ambas obras son un reflejo de la sociedad victoriana de la Inglaterra del siglo XIX; lo que intenta hacer aquí Carroll es crear una crítica social a través de la caricaturización.
La Alicia anotada de Martin Gardner proporciona información sobre los personajes. Un dato curioso es que cada uno de los miembros que escucharon el cuento por primera vez constan de un personaje que los representa: Alice Liddell aparece allí, junto al propio Carroll caricaturizado como Dodo (porque tartamudeaba al intentar pronunciar su apellido: Dodo-Dogson). El pato es el reverendo Canon Duckworth (duck es pato en inglés) y el loro y el aguilucho son respectivamente Lorina y Edith Liddell (lory es loro en inglés y aguilucho es eaglet, haciendo alusión a sus nombres).
Otros personajes, como por ejemplo el Gato de Cheshire, el Sombrerero Loco (inspirado en Normal Mclaren)  o la Liebre de Marzo son fruto de expresiones populares de la época:
De este modo, el Gato de Cheshire nacería de la expresión “Sonríe como un gato de Cheshire”, condado en el que nació el propio Carroll.
Las frases “loco como un sombrerero” o “loco como una liebre de marzo” configuran los personajes del Sombrerero Loco y la Liebre de Marzo. Según explica Gardner, marzo es el mes en que las liebres entran en celo, de ahí la creencia de que se volvían locas. En cuanto al Sombrerero de Carroll, el origen del nombre es más oscuro, pues la frase anterior deriva del hecho de que los sombrereros se volvían realmente locos a causa del tratamiento a base de mercurio que aplicaban sobre la felpa de los sombreros.

## Impacto de Alicia sobre la cultura

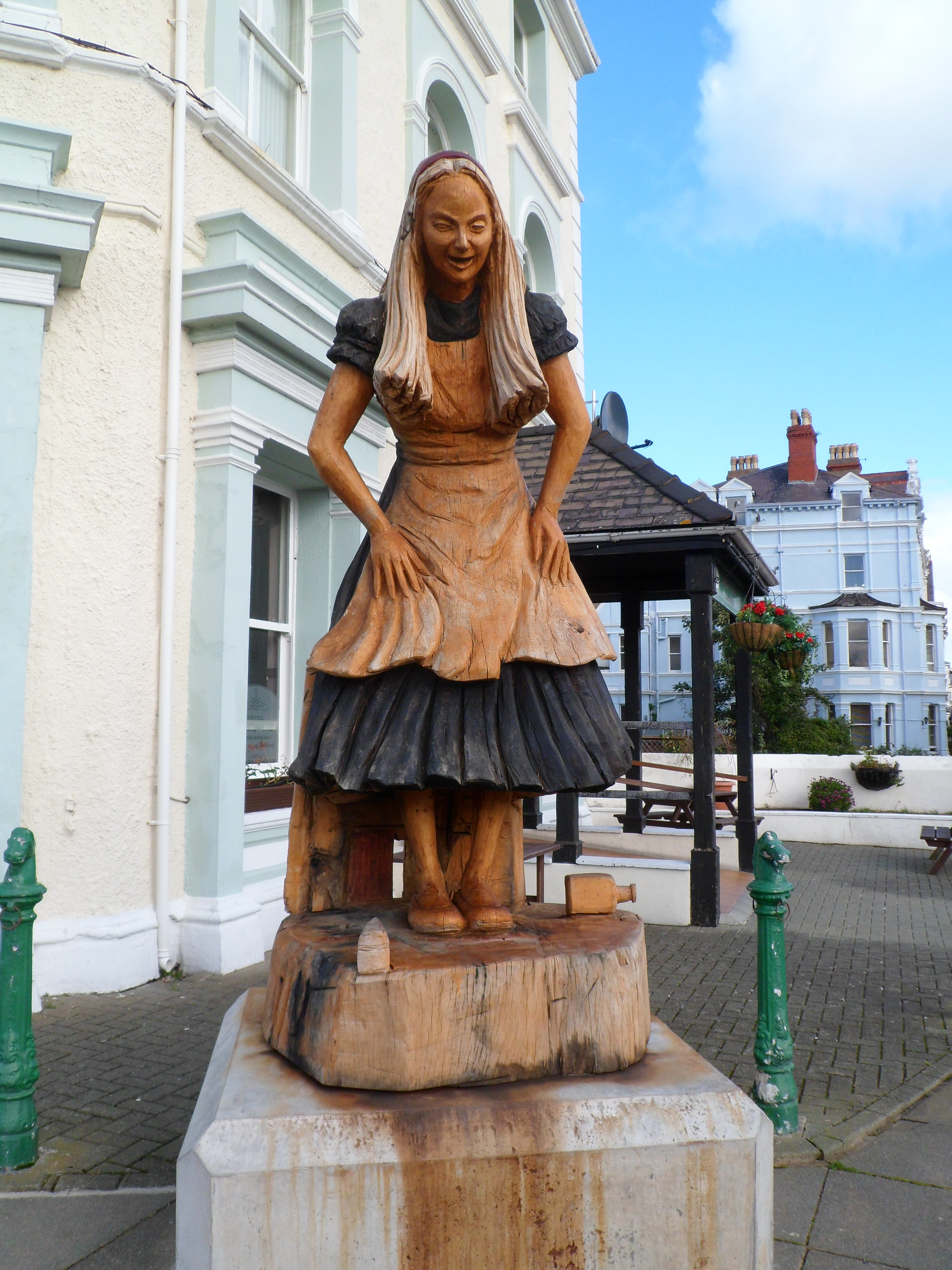
Estatua de Alicia en Llandudno

La novela ha inspirado numerosas películas, obras de teatro, pantomimas, videojuegos, musicales, ballets, animes, series de televisión, parodias, dibujos animados y óperas, entre otras manifestaciones artísticas. La naturaleza de estas obras varía desde adaptaciones relativamente fieles a la obra de Carroll hasta obras completamente nuevas que toman como base a los personajes, situaciones o escenarios creados por Carroll. Del mismo modo, Alicia y sus personajes han inspirado canciones y videoclips de artistas como The Beatles, Neil Sedaka, Tom Waits, Jewel, Aerosmith, Jefferson Airplane, Tom Petty y Adam Lambert, entre otros. En 1969, Salvador Dalí hizo trece ilustraciones basadas en Alicia en el país de las maravillas.
Alicia también ha sido fuente de inspiración para numerosas obras literarias. Destaca la novela Finnegans Wake, del escritor irlandés James Joyce, publicada en 1939.
En 2009 se publicó en inglés Wonderland: The Zen of Alice, de Daniel Silberberg. Es una introducción al budismo zen que utiliza los personajes y las situaciones que se encuentran en Alicia en el país de las maravillas de Lewis Carroll para explorar cómo los seres humanos perciben el mundo y la naturaleza de la realidad.
En junio de 2012 se inauguró en el Salón de Arte de Hamburgo, en Alemania, la muestra Alicia en el maravilloso país del arte (Alice im Wunderland der Kunst), exposición proveniente de la Tate Gallery de Londres en la que se rinde homenaje a los 150 años de historia del arte (esculturas, pinturas, ilustraciones de libros, fotografías, dibujos, películas e instalaciones) que, desde mediados del siglo XIX, se desarrolló en torno a esta obra y sus personajes: incluye trabajos de Max Ernst, René Magritte, Salvador Dalí, Stephan Huber, Markus Lüpertz, Anna Gaskell, Kiki Smith, Pipilotti Rist o George Dunlop Leslie.
En 2017 se publicó en español El camino secreto de Alicia, de Travis Arias. Es una introducción al proceso de desarrollo espiritual en forma de comentarios y explicaciones de las ideas, símbolos y personajes que se encuentran en Alicia en el país de las maravillas de Lewis Carroll.

### Adaptación para ópera
Federico Ibarra compuso una ópera en dos actos para solistas, coro y orquesta (dos flautas, dos oboes, dos clarinetes, dos fagots, cuatro cornos, dos trompetas, dos trombones, una tuba, arpa, percusiones, tímpano, cuerdas y acordeón, con una duración de 1 hora 34 minutos), basada en los libros sobre Alicia de Lewis Carroll, con libreto de José Ramón Enríquez y compuesta con el apoyo del Consejo Nacional para la Cultura y las Artes. Se puso en escena en 1995.
El libreto de esta ópera es el resultado de una fusión de los dos libros que Lewis Carroll le dedicó al personaje y al mundo de Alicia: Alicia en el País de las Maravillas y A través del espejo. La partitura de esta ópera se caracteriza por una gran variedad en el tratamiento vocal de las partes de los solistas y un manejo virtuoso de todos los recursos de la orquesta, haciendo gala, gracias a los contrastes del argumento, de una notable libertad y conocimiento de los géneros musicales más diversos, sin por ello perder la sensación de unidad que permite que se imponga en escena la existencia del universo de Alicia, único personaje encomendado a una actriz.
Esta obra se hizo acreedora al Accésit al Quinto Premio Jacinto Guerrero a la Mejor Obra de Teatro Lírico, 1991 (Madrid, España). Se ha puesto en escena dos veces más.
La compositora surcoreana Unsuk Chin (1961) estrenó su ópera Alicia en el país de las maravillas (Alice in Wonderland) el 30 de junio de 2007 en la Ópera Estatal de Baviera, Múnich, Alemania. Basada en las obras de Lewis Carroll, la misma compositora escribió el libreto en inglés junto al dramaturgo David Henry Hwang. El estreno fue dirigido por Kent Nagano y el rol de Alicia lo interpretó la soprano Sally Matthews.  

### Adaptaciones cinematográficas
Desde 1903, fecha de su primera adaptación cinematográfica, obra de Cecil Hepworth, el libro ha sido llevado al cine más de una decena de veces. Es especialmente conocida la versión de dibujos animados producida por Walt Disney en 1951, que combina elementos de la novela original y de su continuación, A través del espejo y lo que Alicia encontró allí y que, sin embargo, se titula simplemente Alicia en el País de las Maravillas. Ha sido también inspiración para parodias cinematográficas en repetidas ocasiones. En 1988 el surrealista checo Jan Švankmajer realizó una particular película basada libremente en la obra y que lleva por título Něco z Alenky, o Alice. En 1999 Hallmark Entertainment realizó una película para televisión basada en las dos obras pero que hacía mayor énfasis en la primera y que, por lo tanto, se titula Alicia en el País de las Maravillas, que volvió a lanzarse en 2010 en una edición especial de DVD. En 2010 el estadounidense Tim Burton dirigió a su vez una adaptación que recrea y continúa la historia original, titulada asimismo Alicia en el País de las Maravillas. En 2013, el cuento de Alicia en el País de las Maravillas tuvo una adaptación en forma de spin-off de la serie de televisión Once Upon a Time, titulada Once Upon a Time in Wonderland. El 27 de mayo de 2016, con la dirección de James Bobin y escritura de Linda Woolverton, se puso en pantallas de cine una secuela de la película de Tim Burton basada en la novela A través del espejo y lo que Alicia encontró allí, con los mismos personajes y actores principales de la película anterior.

### Adaptaciones en videojuegos
En el año 2000 se puso a la venta el videojuego American McGee's Alice, diseñado por American McGee, desarrollado por Rogue Entertainment y distribuido por Electronic Arts para Microsoft Windows (en 2011, este juego apareció en PlayStation 3 y Xbox 360 como juego extra adicional descargable en Alice: Madness Returns). La historia transcurre tras los acontecimientos de Alicia en el país de las maravillas y Alicia a través del espejo. En esta historia la casa de Alicia es consumida por un misterioso incendio, que mata a su familia, dejándola como única superviviente. Debido a esto, Alice queda profundamente traumatizada y deprimida e intenta suicidarse (se pueden ver vendajes que cubren sus muñecas), y se vuelve catatónica. Es internada en el Asilo Rutledge, donde la consideran loca y es constantemente maltratada por los trabajadores. Diez años después del incidente, Alicia es convocada por el Conejo Blanco para salvarlos del despótico dominio de la Reina de Corazones, en un País de la Maravillas totalmente alterado. Ahora se ha convertido en una versión completamente retorcida del mismo.
En el año 2011 se puso a la venta Alice: Madness Returns, continuación del anterior, desarrollado por Spicy Horse (Shanghái) y distribuido por Electronic Arts, para los sistemas Microsoft Windows, PlayStation 3 y Xbox 360. Este videojuego está basado también en Alicia en el país de las maravillas y Alicia a través del espejo, pero en una versión mucho más oscura, sangrienta y cruel.

## Ediciones en español
- Carroll, Lewis. Alicia en el País de las Maravillas. Alicia a través del espejo. La caza del Snark. Ilustraciones de John Tenniel. Edición y traducción de Luis Maristany. Colección Ave Fénix. Plaza y Janés, Barcelona, 1999. ISBN 84-01-42333-3

Esta edición ha sido utilizada como referencia principal en este artículo. Las referencias epistolares, así como los testimonios de Liddell y Duckworth, se encuentran en el apéndice de esta edición, llamado Dossier sobre Alicia.
- —, Alicia en el País de las Maravillas: A través del espejo. Traducción de Ramón Buckley. Ediciones Cátedra: Madrid, 1992. ISBN 84-376-1092-3
- —, Alicia en el País de las Maravillas. A través del espejo. Traducción de Mauro Armiño. Colección Avatares. Ediciones Valdemar: Madrid, 1998 [4.ª edición, 2006]. ISBN 84-7702-235-6. Reeditado como Aventuras de Alicia en el País de las Maravillas. A través del espejo. Colección El Club Diógenes. Ediciones Valdemar: Madrid, 2006. ISBN 84-7702-447-2
- —, Alicia en el País de las Maravillas. Traducción de Gabriel López Guix. Ediciones B: Barcelona, 2002. ISBN 84-666-0802-8
- —, Alicia en el País de las Maravillas. Silvia y Bruno. Traducción de Luis Maristany y Leonardo Domingo. Editorial Edhasa: Barcelona, 2002. ISBN 84-350-4011-9
- —, Aventuras de Alicia en el País de las Maravillas. Edición de Pilar Torralba Álvarez. Akal Ediciones: Madrid, 2005. ISBN 84-460-1995-7
- —, Alicia en el País de las Maravillas. A través del espejo. Traducción de Francisco Torres Oliver. Akal Ediciones: Madrid, 2003. ISBN 84-460-2071-8. Esta traducción es la que se reproduce en Alicia anotada: Alicia en el País de las Maravillas. A través del espejo. Edición de Martin Gardner. Akal Ediciones: Madrid, 1984 [2ª edición, 1987 (1998/1999)]. ISBN 978-84-7339-694-3
- —, Alicia en el País de las Maravillas. Traducción de Jaime de Ojeda. Ediciones Siruela: Madrid, 2004. ISBN 84-7844-760-1
- —, Alicia en el País de las Maravillas. Traducción de Graciela Montes. Ediciones Colihue: Buenos Aires, 1996. ISBN 950-581-272-8
- —, Alicia en el País de las Maravillas. Traducción de Cora Bosh. Editorial: Atlántida Buenos Aires, 2010. ISBN 978-950-08-1636-6
- —, Alicia en el País de las Maravillas. Traducción de Jaime Ojeda. Editorial: Alianza editorial, 2010. ISBN 978-84-206-6428-6
- —, Alicia en el País de las Maravillas. Traducción de Juan Gutiérrez Gili. Ilustraciones de Lola Anglada. Colección Los Grandes Clásicos de la Literatura Infantil. Mentora (Editorial Juventud): Barcelona: 1929.